# Condylostylus banksii
Condylostylus banksii är en tvåvingeart som först beskrevs av Van Duzee 1915.  Condylostylus banksii ingår i släktet Condylostylus och familjen styltflugor.
Artens utbredningsområde är New York. Inga underarter finns listade i Catalogue of Life.